# Цуриб
Цуриб (авар. Цӏуриб) — село, административный центр Чародинского района Дагестана, является административным, культурным центром муниципального образования Цурибский сельсовет.

## География
Село Цуриб расположено в 182 км к юго-западу от Махачкалы и 141 км к юго-западу от железнодорожной станции Буйнакск. Цуриб расположен на реке Кара-Койсу.

## История
Во времена Имамата Шамиля, в Цурибе жили мухаджиры из воинов Далиял Бека Элисуйского
.
Населённый пункт был образован в начале 1930-х годов, ставший районным центром из-за своего выгодного расположения.

## Население
| 1939  | 1959 | 1970  | 1979  | 1989  | 2002  | 2010  |
| ----- | ---- | ----- | ----- | ----- | ----- | ----- |
| 275   | ↗891 | ↗1310 | ↗1609 | ↗1911 | ↘1789 | ↗2234 |
| 2021  |      |       |       |       |       |       |
| ↘2008 |      |       |       |       |       |       |

2024 году 5 тыс человек

## Достопримечательности
Могильник (XI—XIII вв.).